# 机动防护火力车

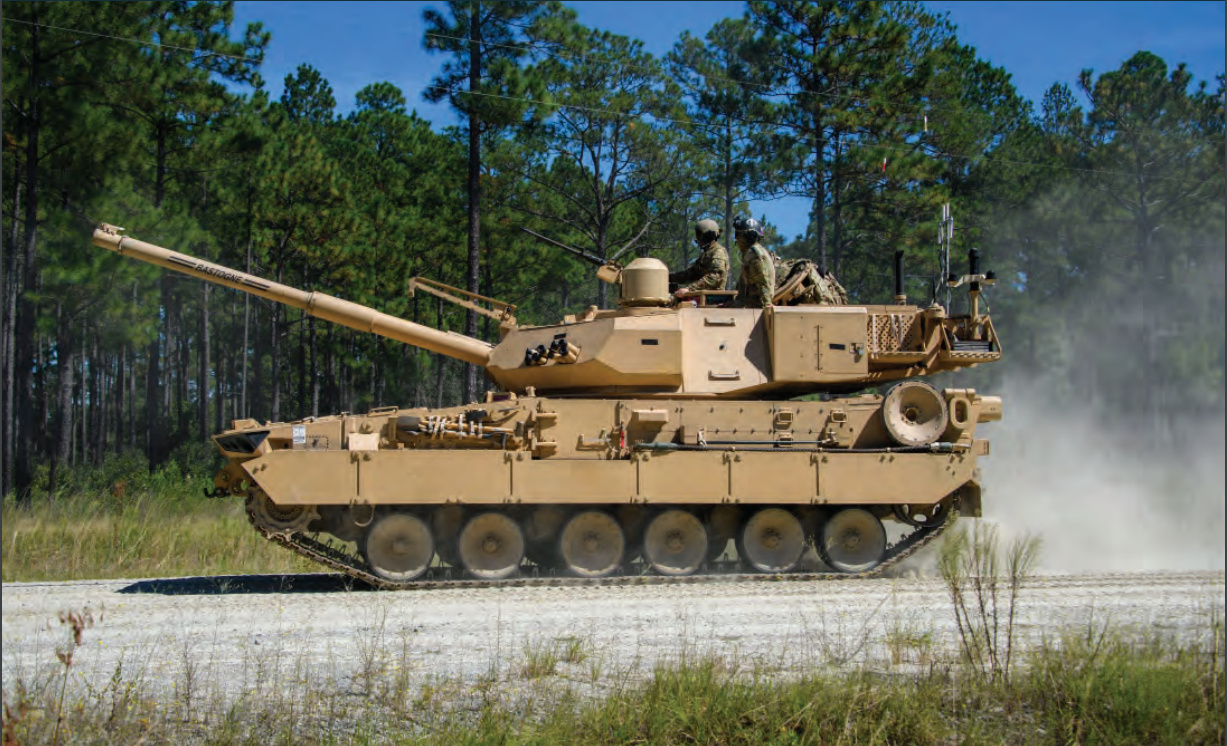
機動防護火力車，於通用動力格里芬公司

機動防護火力車（英語：Mobile Protected Firepower）是美國陸軍的一項計劃，計畫採購能夠提供移動防護直接進攻火力能力的戰車。預計的車輛被指定為M10布克戰車， 根據描述，該車輛基本上將充當突擊砲的角色。 
|                                               | M10布克是一種裝甲車，旨在通過壓制和摧毀防禦工事、火砲系統和戰壕路線來支持我們的步兵旅戰鬥隊，然後提供針對敵方裝甲車的防護。 |
| ——格倫·迪恩少將，陸軍地面作戰系統項目執行官。 | |

這種車輛被一些消息來源稱為輕型戰車，根據陸軍官員稱，這是不正確的。它重約42噸。 
該計劃是下一代戰車計劃的一部分。陸軍之前的輕型坦克開發項目M8 裝甲火炮系統於 1996 年被取消。陸軍將選擇範圍縮小到通用動力格里芬公司的獅鷲 II和貝宜系統公司的M8 裝甲火炮系統進行進一步評估。兩家公司均於 2020 年交付了車輛原型。BAE的提交方案於2022年被取消資格。同年晚些時候，陸軍選擇了通用動力陸地系統（GDLS）型號。陸軍預計訂購 504 輛。

## 历史

### 背景

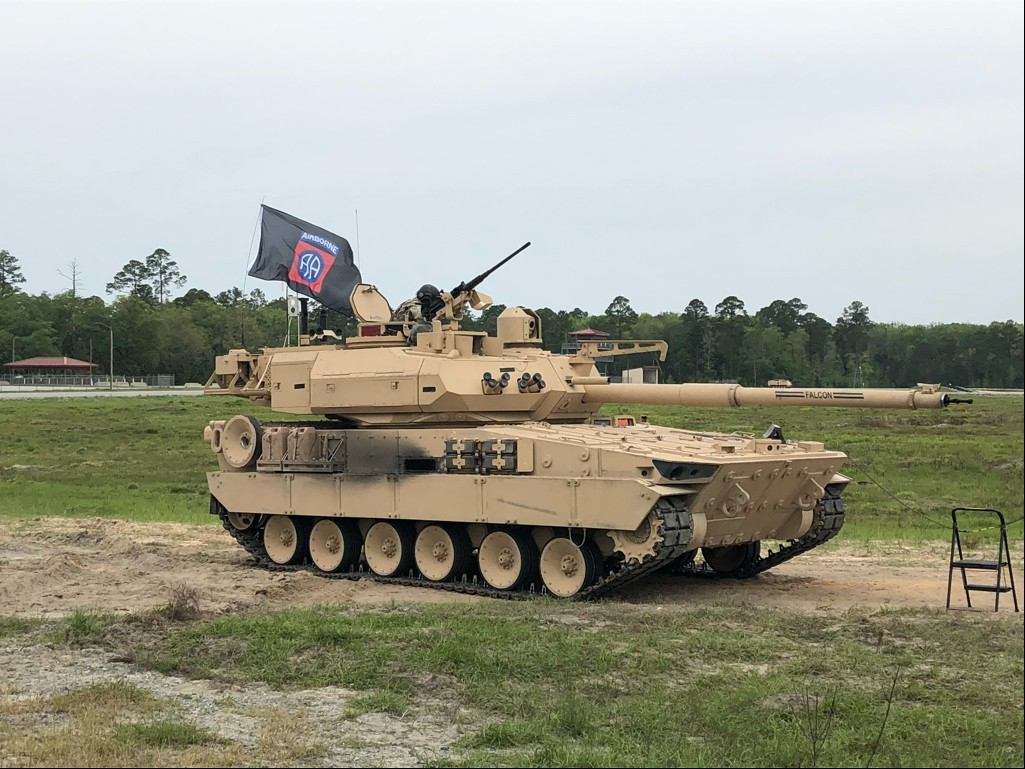
强积金c. 於2022年

陸軍認識到M551謝里登輕型坦克輕型坦克在越南戰爭的性能不佳，並於 1977 年開始退役該車。少數車輛被美國陸軍第82空降師和國民警衛隊保留現役。
陆军在 20 世纪 80 年代开始了一系列项目，以改进谢里登或取代它。这段时间的一些努力可以说是无可救药地混杂在一起。 经过一系列的失败之后，1992 年 6 月，陆军选择了FMC的装甲火炮系统(AGS) 进行低速初始生产。  AGS预计将取代第82空降师第3/73装甲师的谢里登车和第2装甲骑兵团的陶式导弹悍马车。   1996 年，陆军以不利的年度融资环境为由取消了 AGS。 
第 3/73 裝甲團在接下來的兩年內被停用。最後服役的謝里登是用於對抗部隊訓練的維斯莫德謝里登。這些也於 2004 年退役。
1999 年，陸軍參謀長( 艾力·新關)提出了打造一支更轻、更便于运输的部队的愿景。陆军启动了临时装甲车（IAV）计划来实施 Shinseki 的概念。 United Defense LP引入了 AGS 的变体以满足机动火炮系统的要求；然而，陆军选择了通用动力陆地系统公司的 8×8 LAV-3裝甲車衍生型。

### 设计要求

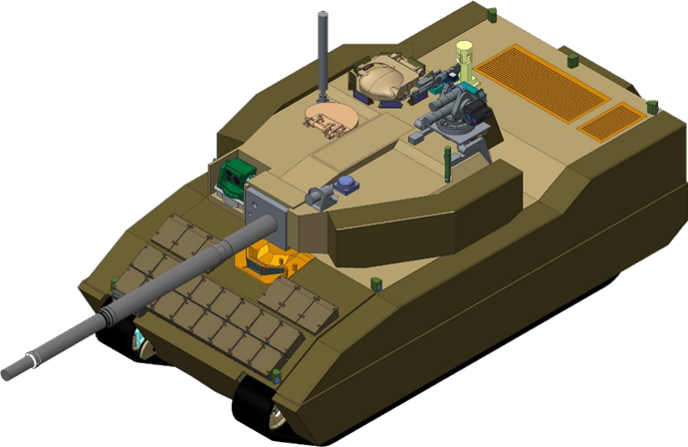
移动防护火力概念图

陸軍在 2015 年的徵求建議書中表示，希望 MPF 能夠與陸軍地面機動車輛和輕型偵察車協同運作。陸軍表示，MPF 將在“嚴峻且不可預測的地點”運作。在2016年8月的一個例行會議日上，陸軍發言人表示 MPF 是陸軍的首要任務之一。陸軍想要一款重量不超過 32 噸的商用現成車輛。
陸軍選擇不增加空投能力的要求，這與具有空投能力的 M8 裝甲炮系統不同。據陸軍未來司令部一位官員稱，截至 2021 年，兩個競爭團隊中的一個出價可能輕到足以進行空投，因為其重量“明顯”較輕。 

### 競賽

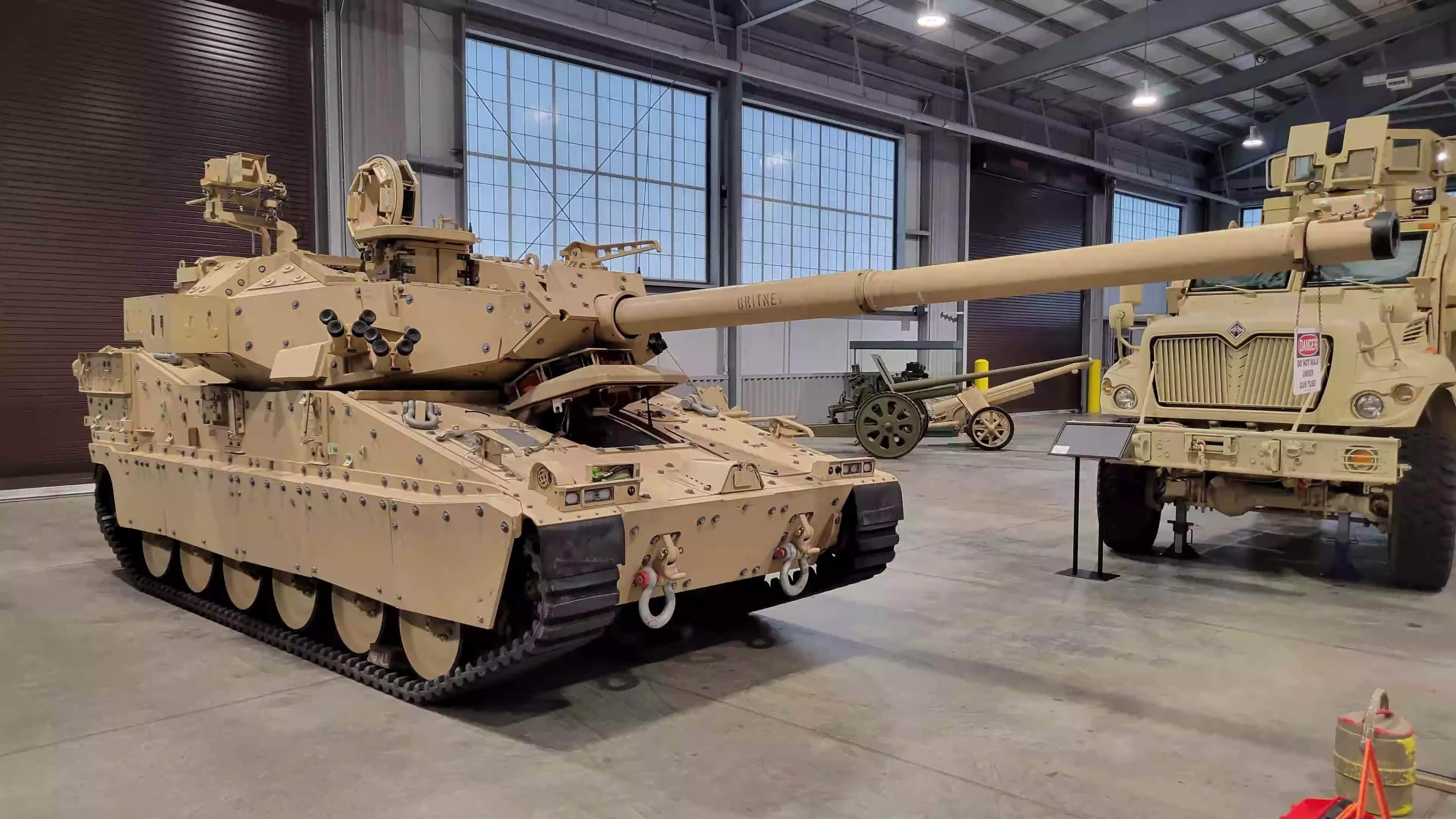
BAE Systems 機動防護火力測試車保存在班寧堡美國陸軍裝甲和騎兵收藏館中的M8 裝甲炮系統於2023年

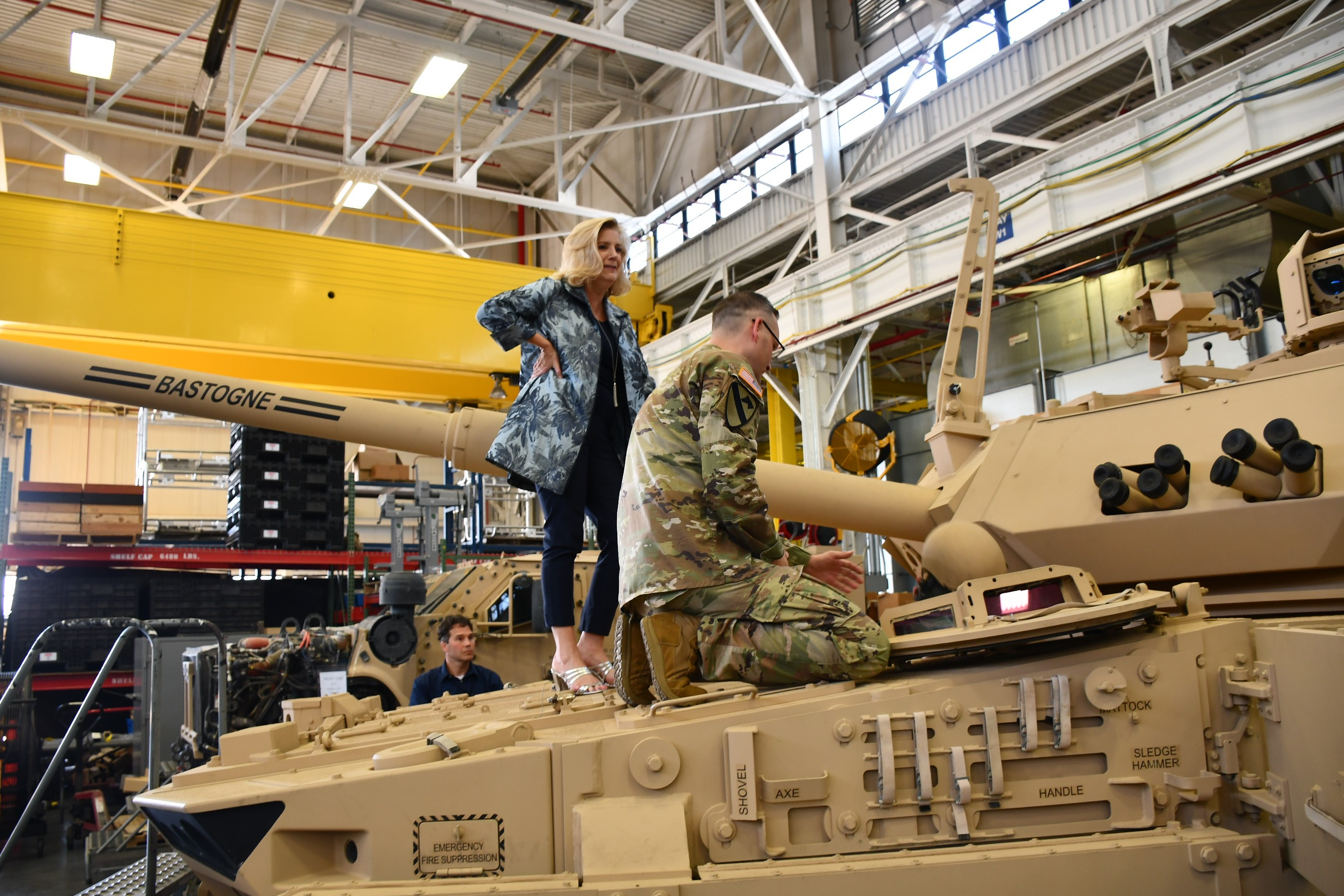
2022 年 8 月，美国陆军部长Christine Wormuth站在 GDLS 移动防护火力车顶部

2017 年 11 月，陸軍發布了工程和製造開發 (EMD) 階段的徵求建議書(RFP)，為了最大限度地提高競爭，計劃在 2017 年授予最多兩份 EMD 階段的中間層採購 (MTA) 合同。 2019 年初。預計購買 504 個 MPF 系統。
Science Applications International Corporation与ST Kinetics和CMI Defense合作。該設計將 CMI 的 Cockerill 305 砲塔與 ST Kinetics下一代裝甲戰車車體配對。  BAE Systems提供了一種基於M8 裝甲炮系統的車輛。 通用動力陸地系統公司提供了獅鷲 II的改進型。 
GDLS 车辆采用了英国阿贾克斯IFV（本身基于奥地利-西班牙ASCOD ）的组件和系统。 它于2020年4月22日公开发布 BAE Systems 的提案是 M8 装甲炮系统的轻型更新版本，该提案于 1996 年被取消
2018 年 12 月，陆军将选择范围缩小到 BAE 和 GDLS 的建议以继续推进。陆军向这两家公司授予了不超过 3.76 亿美元的 MPF 快速原型设计合同。   
GDLS於2020年12月交付了原型車（原型為獅鷲 II）。 BAE 面臨與COVID-19 大流行相關的生產困難和供應商問題，導致交付推遲至2021年3月。評估階段於 2021 年 1 月在北卡羅來納州布拉格堡開始，測試計劃持續到 2021 年 6 月。據報導，2022年3月，BAE 由於“違規問題”被取消參賽資格，GDLS 成為唯一的選擇。 
陸軍於 2022 年 6 月選擇了 GDLS 獅鷲 II。初始合同涉及 96 輛低速初始生產 (LRIP)車輛，首次交付將於 2023 年底前交付

## 生产和部署
截至 2023 年 1 月，第一个 LRIP MPF 系统预计将在 19 个月内交付，并计划于 2024 财年年底进行初始操作测试和评估 (IOT & E)。第一个装备部队 (FUE) 计划于 2025 财年第四季度投入使用，由一个由 42 名 MPF 组成的营组成。每个 LRIP MPF 系统预计耗资约 1,280 万美元。全速生产 MPF 系统的成本预计低于 LRIP 装置。 
陆军的 MPF 采购目标是 504 辆车辆，陆军官员指出这个数字可能略有不同。每个步兵旅战斗队（IBCT）将分配 14 个 MPF。 MPF将组建一个师级营，其中的连将被分派给IBCT。第一个装备的目标是 2025 财年。根据目前的陆军计划，四个 MPF 营将在 2030 年之前部署，其中大部分计划采购计划于 2035 年完成
2023 年 6 月，陆军将移动防护火力战车命名为M10 布克，以纪念二战期间在北非战役中阵亡的二等兵罗伯特·D·布克 (Robert D. Booker)和二战期间担任坦克指挥官的上士史蒂文·布克 (Stevon Booker)。入侵巴格达。

## 設計特點

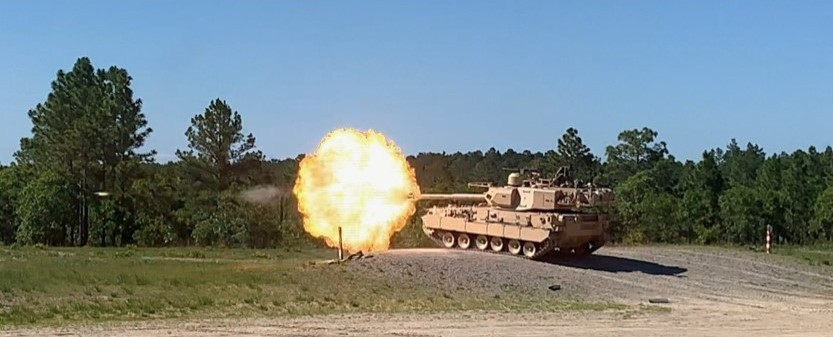
主炮射击

截至 2023 年，用于 MPF 训练和作战使用的可用 105 毫米弹药数量有限。因此，可能需要采购额外的 105 毫米弹药。 
2023 年，MPF 产品经理 LTC Peter George 表示，虽然 Ajax 是 GDLS MPF 的起点，但当前的底盘与 Ajax 几乎没有共同之处，“很难看出相似之处”。 

## 照片
BAE XM1302 MPF 飞行员车辆 2，位于摩尔堡美国陆军装甲和骑兵收藏馆。

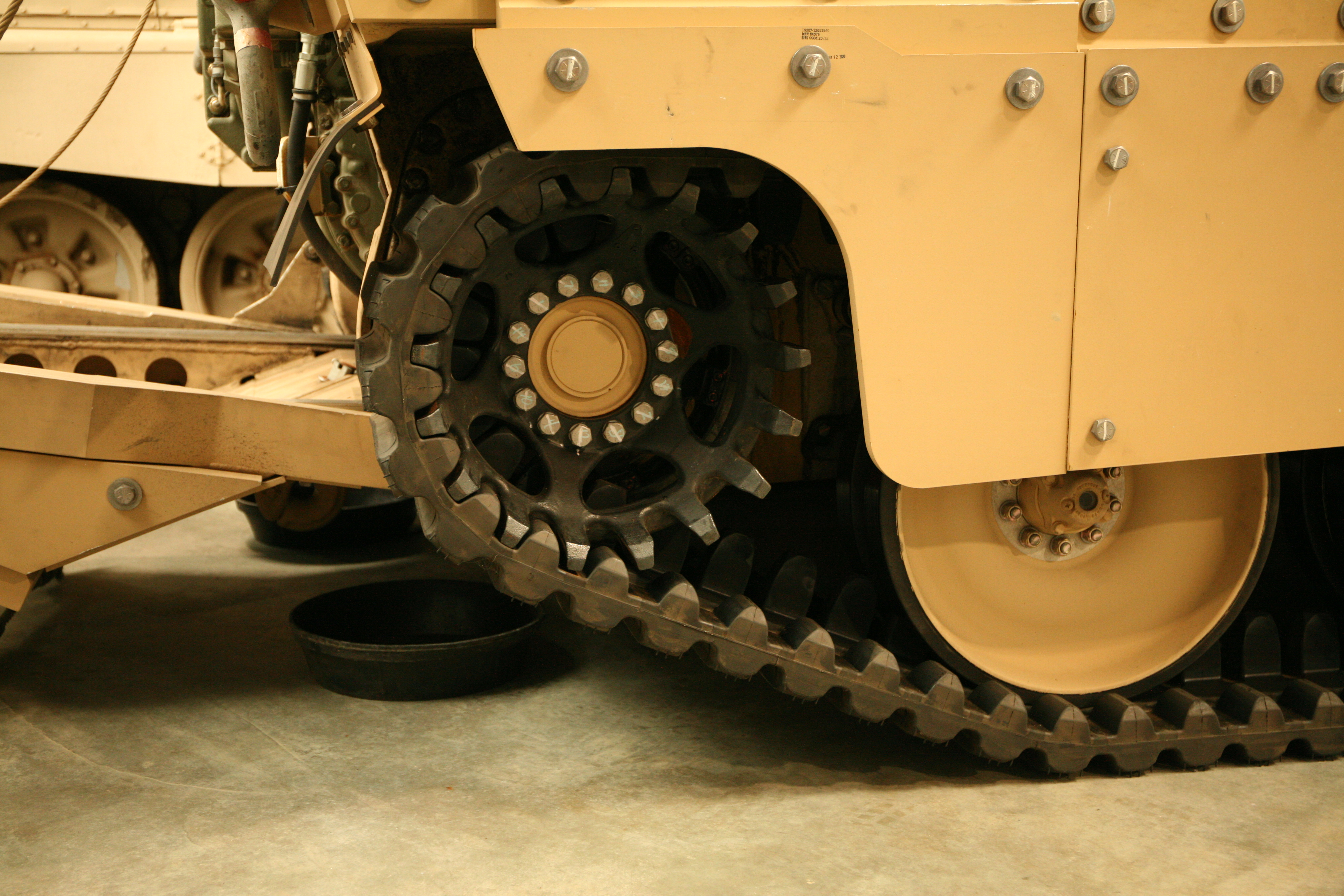
橡膠履帶
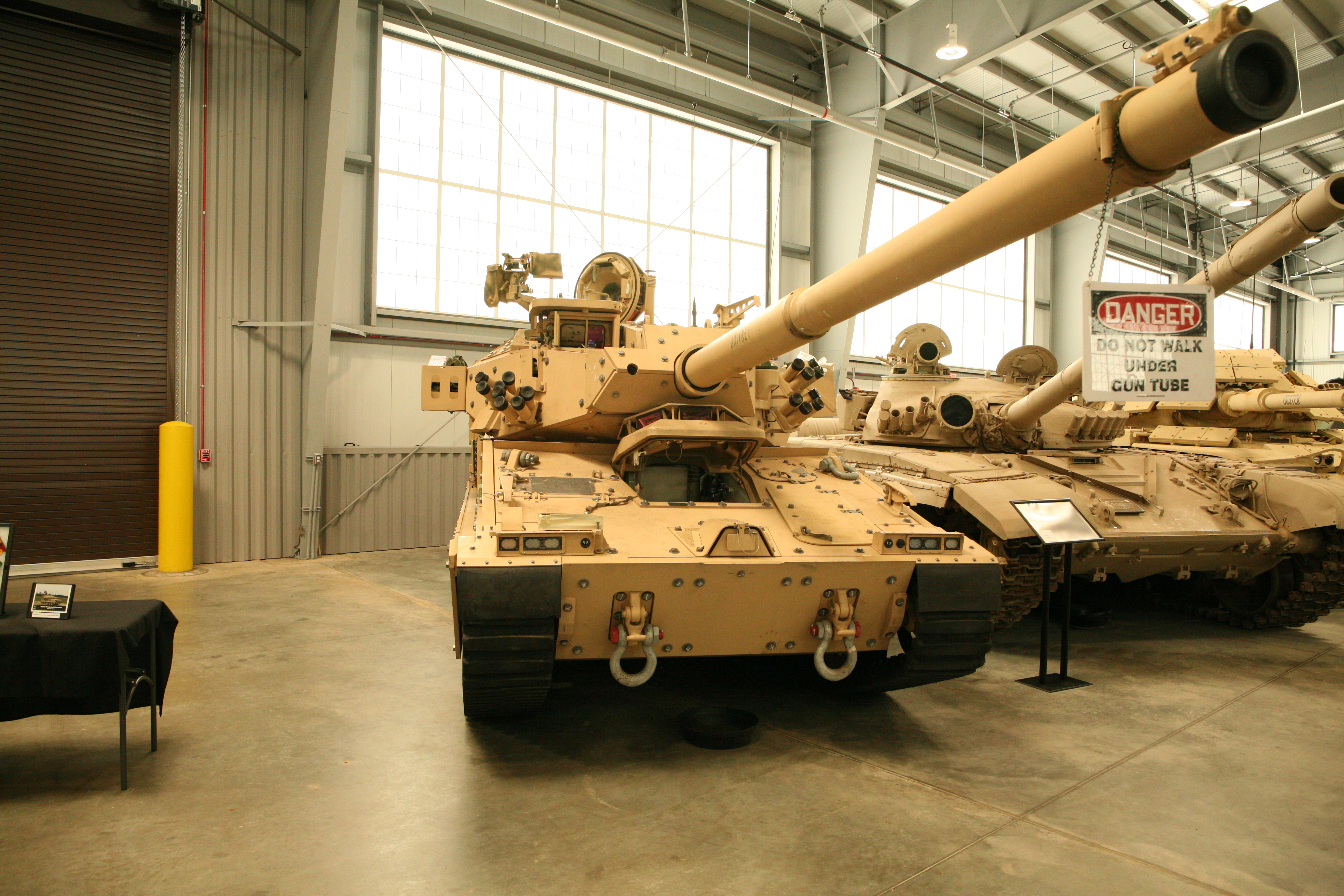
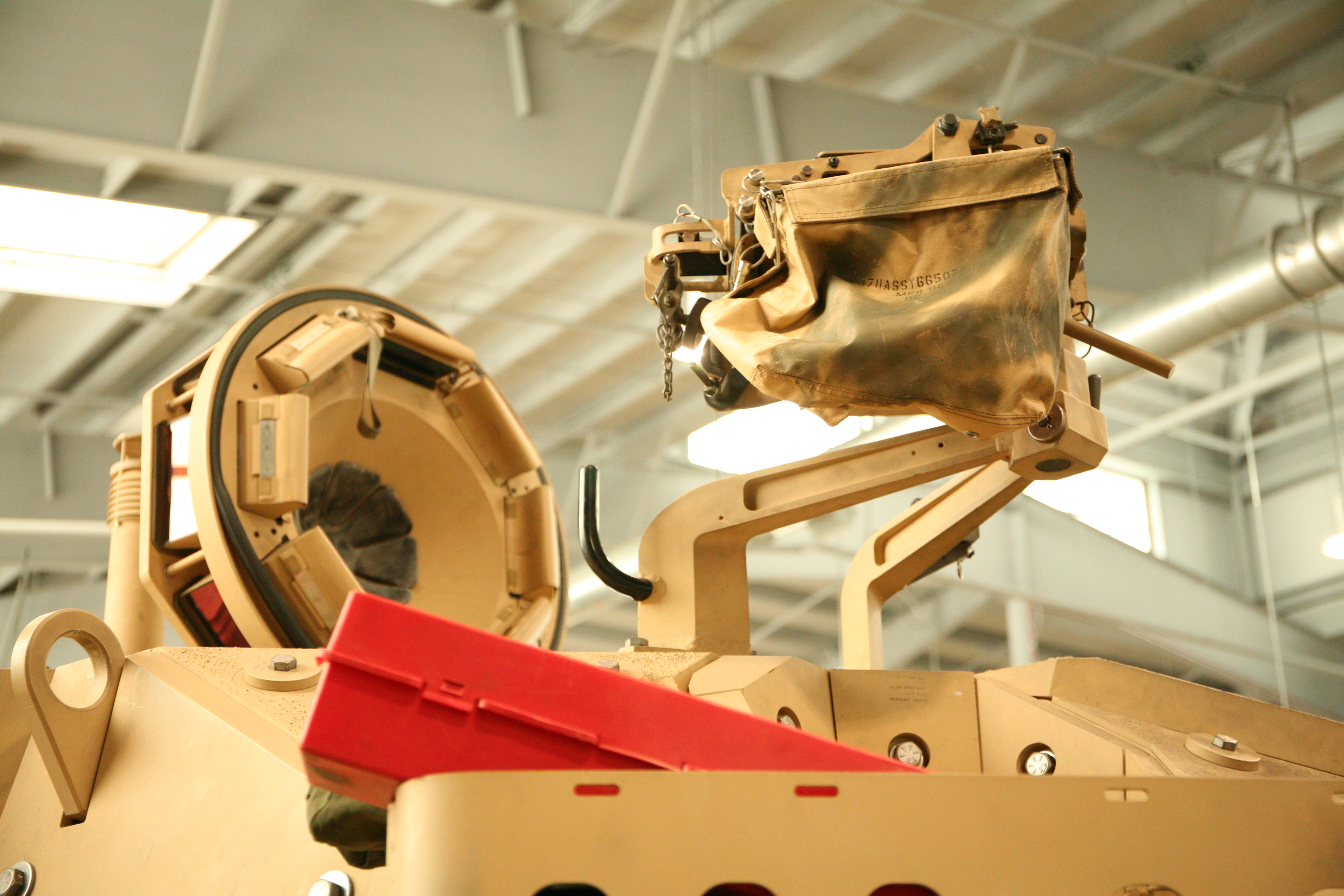
指揮官艙口
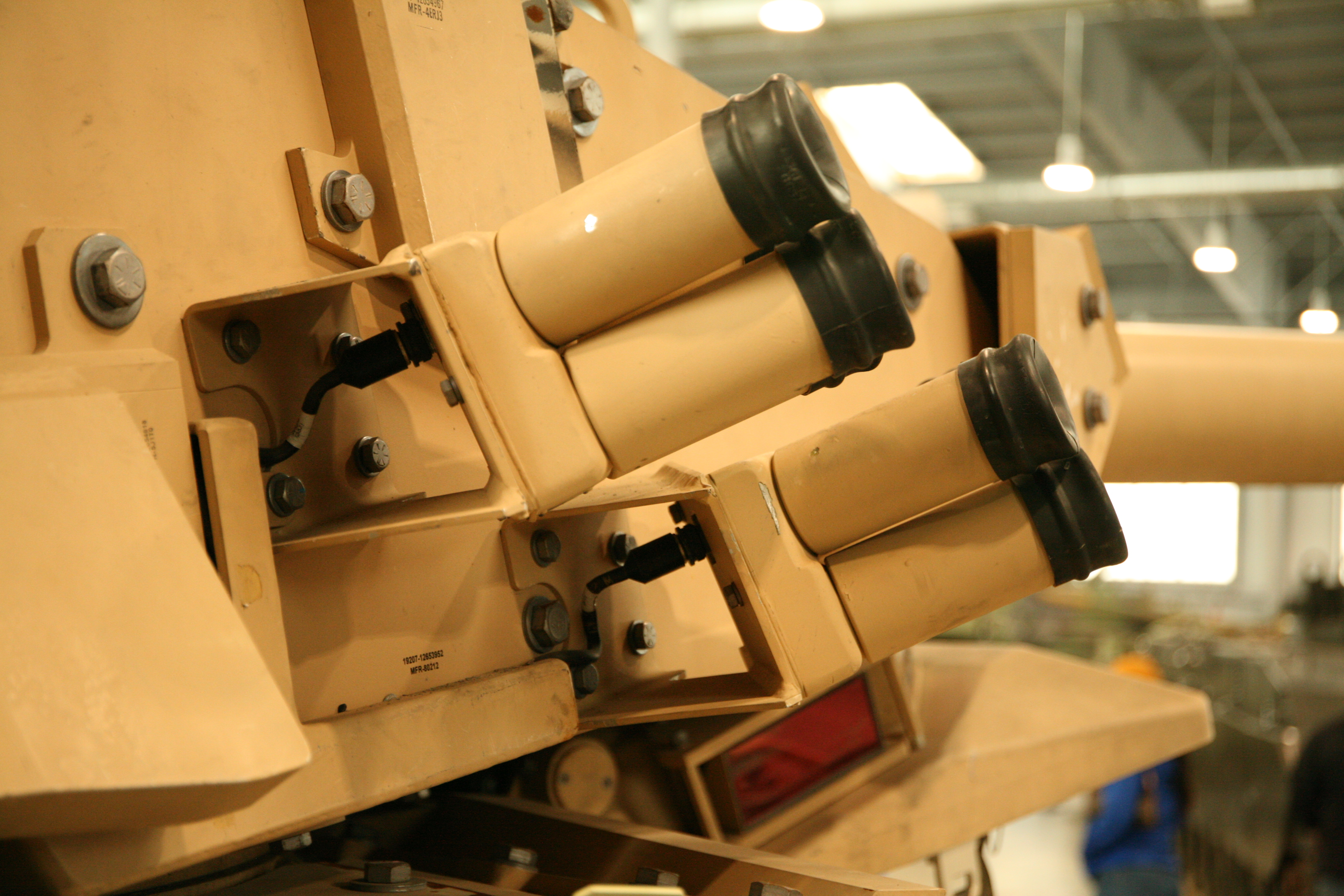
M257煙霧彈發射器
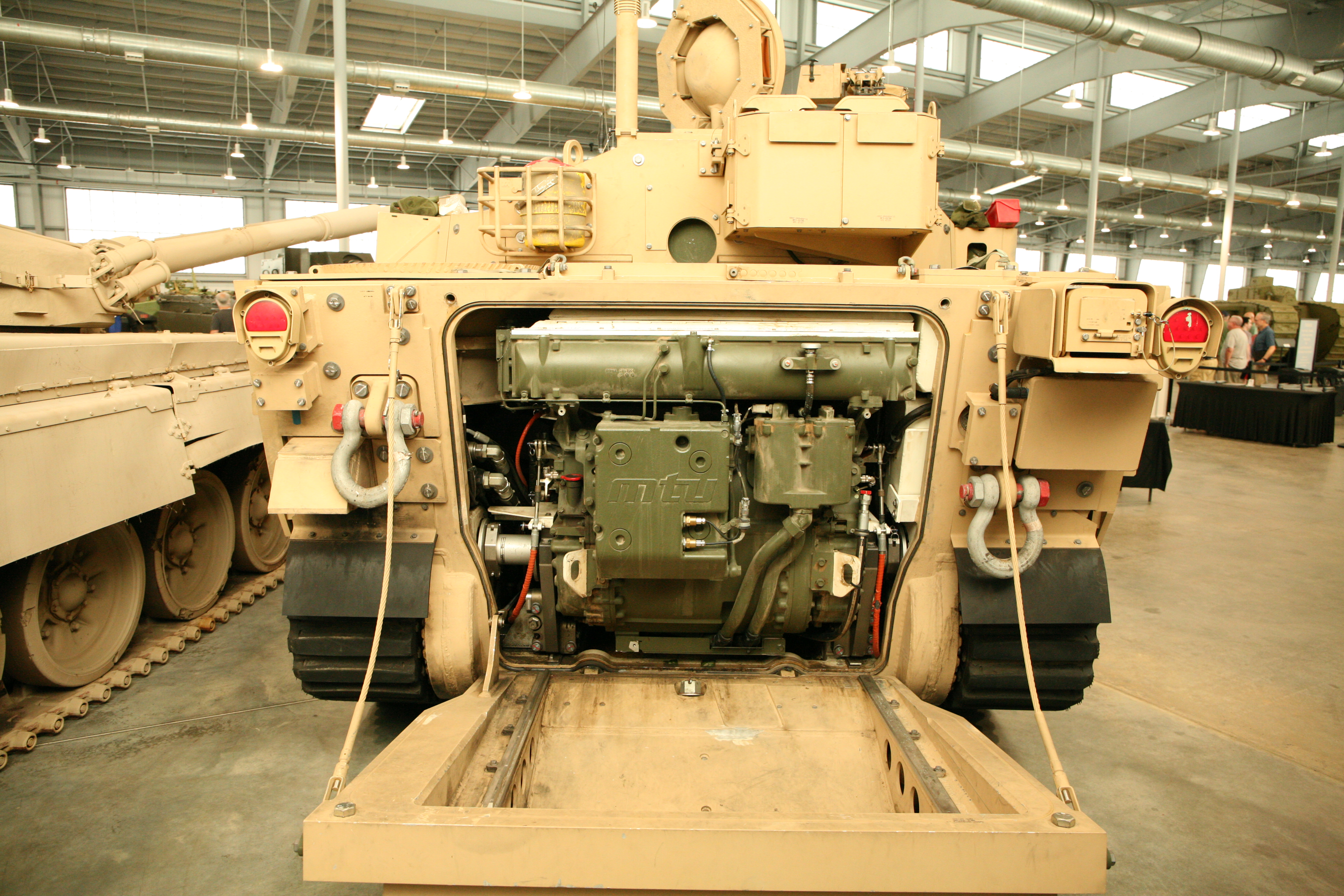
後部
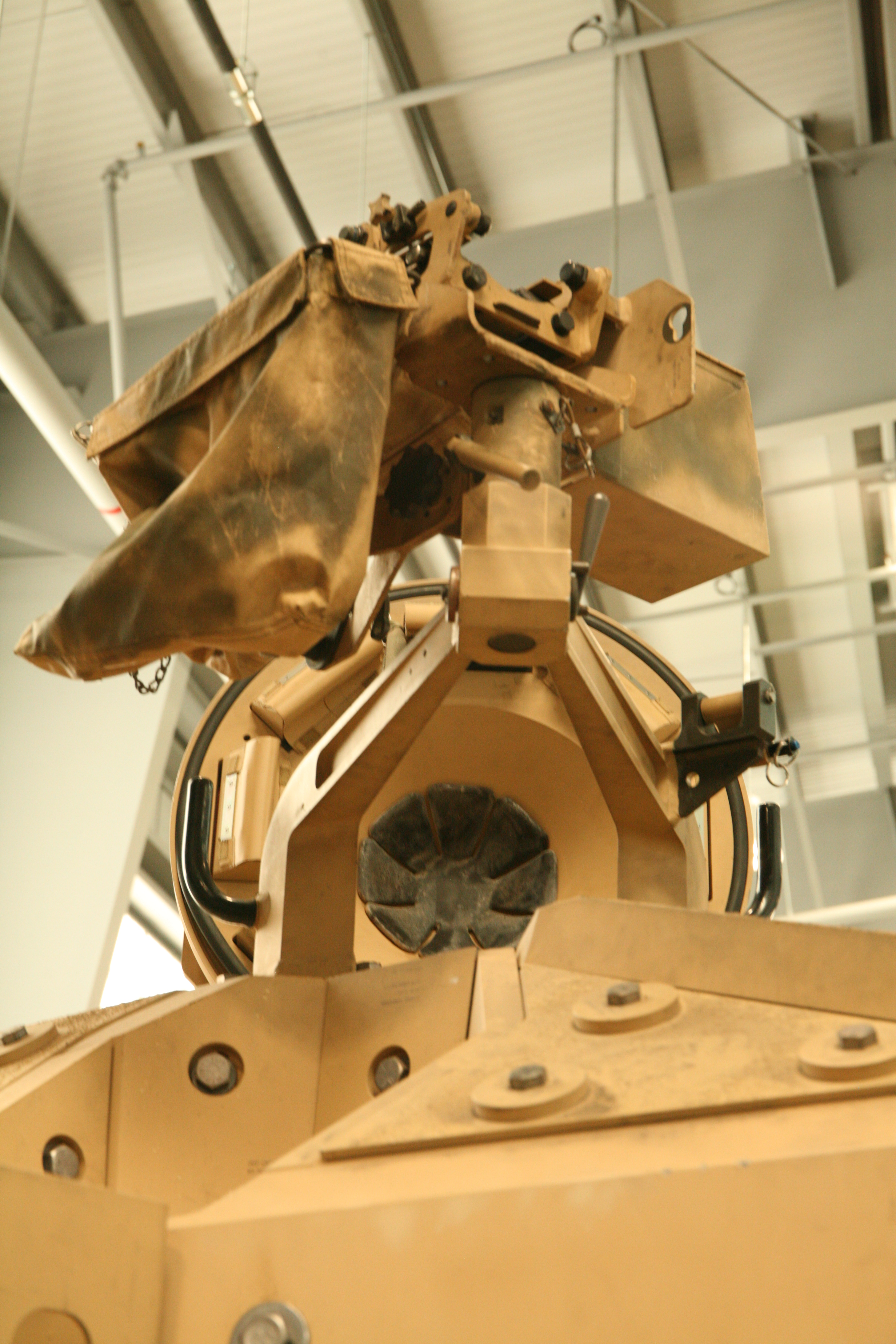
武器掛載
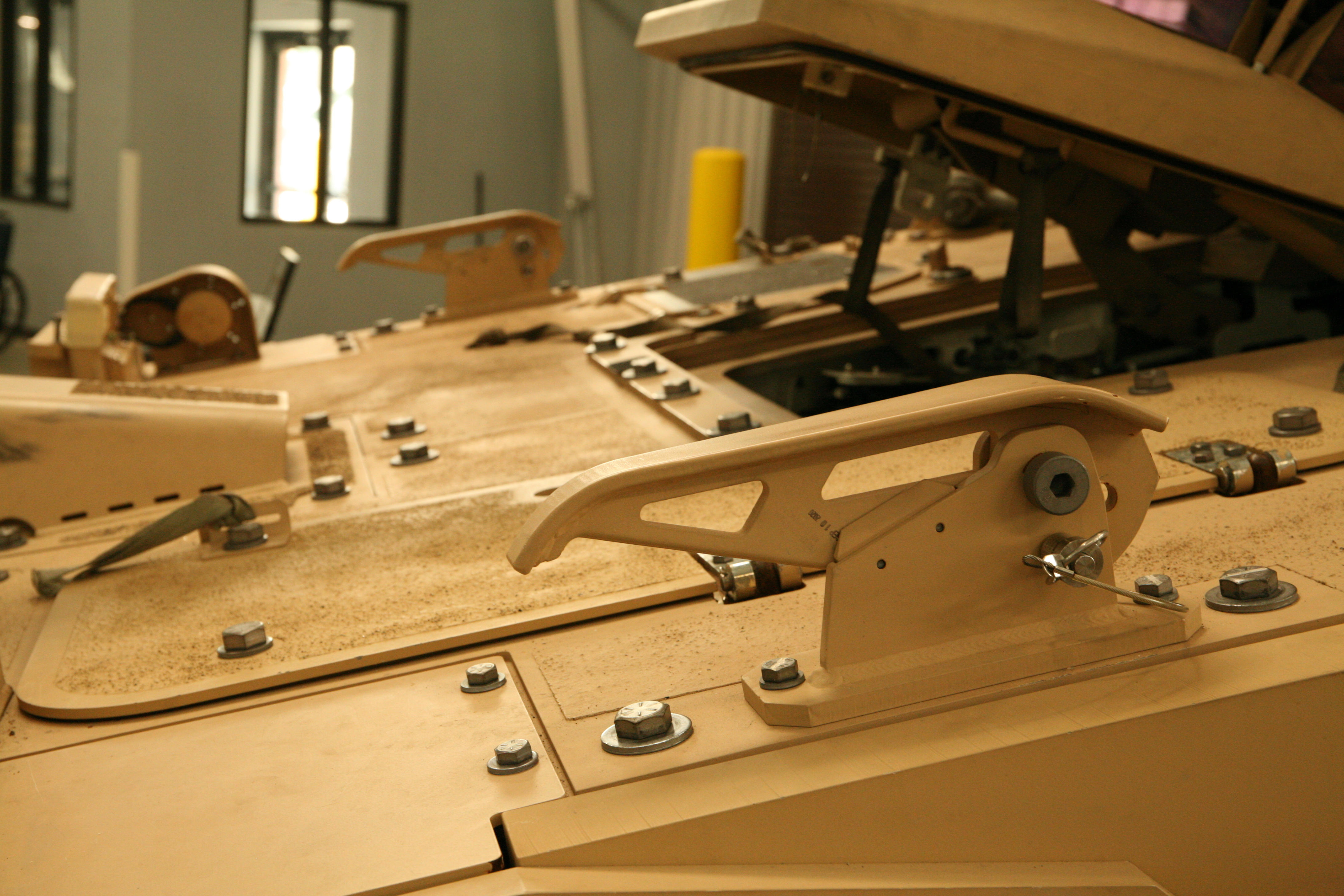
鋼絲鉗
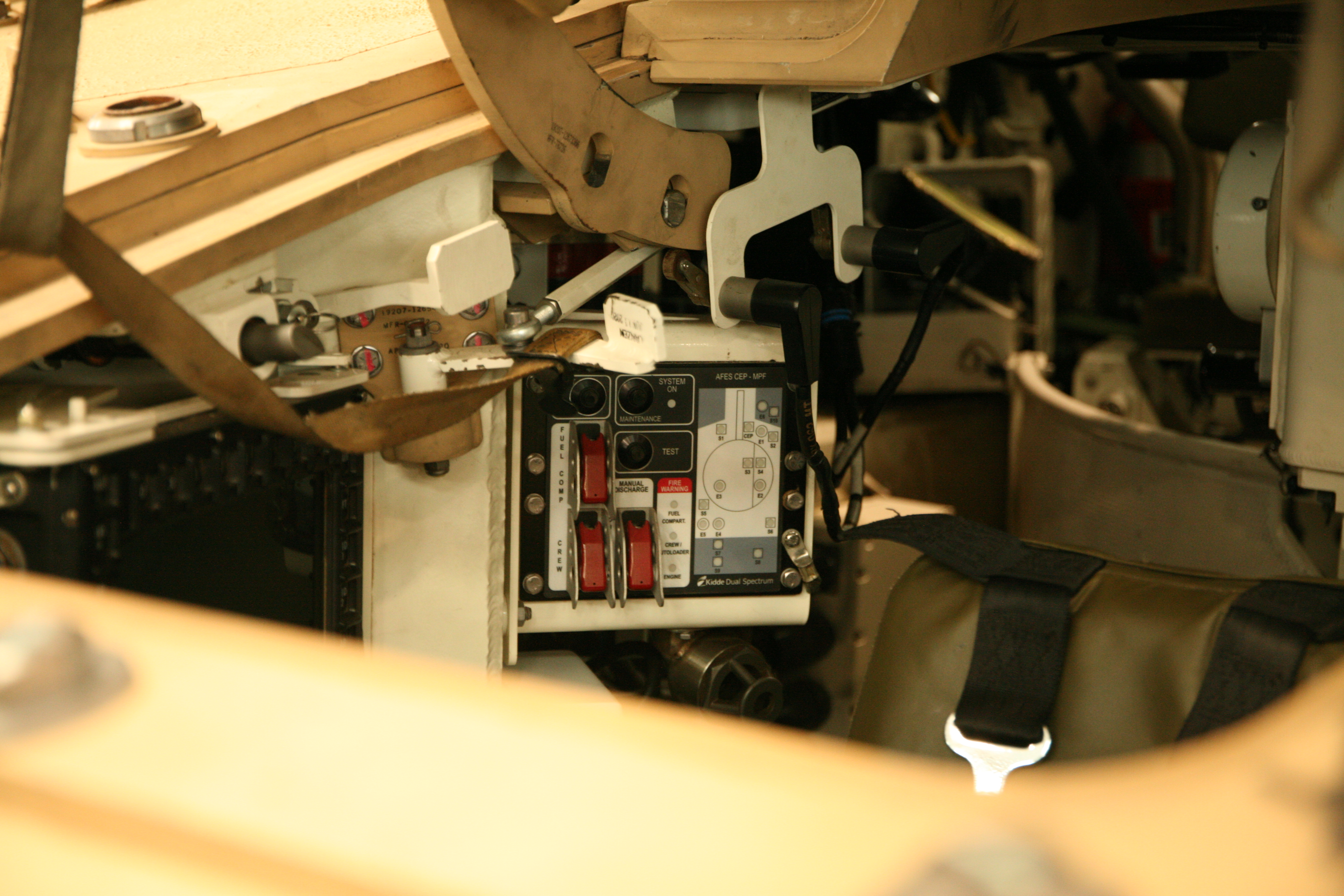
基德控制電子面板滅火系統
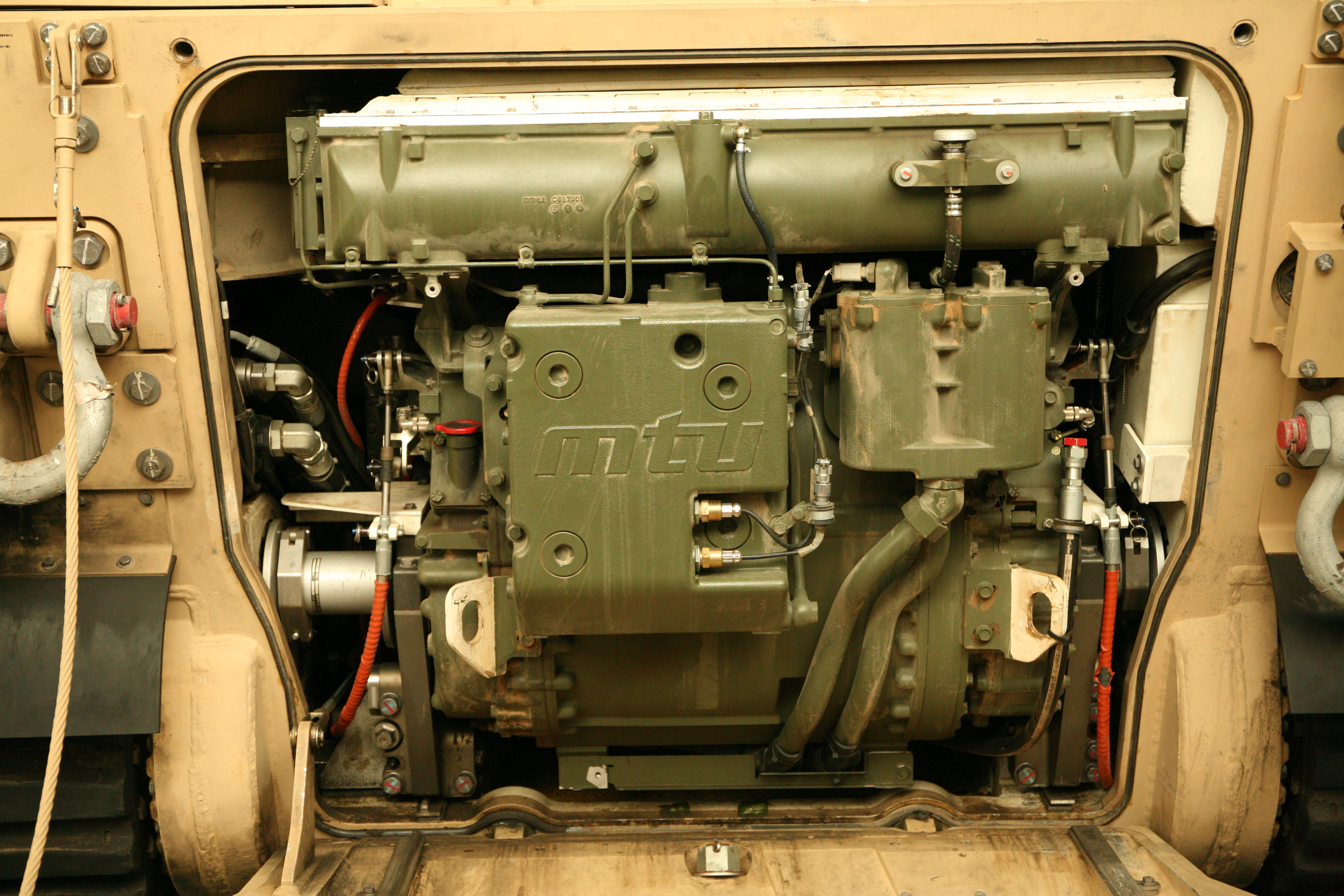
引擎
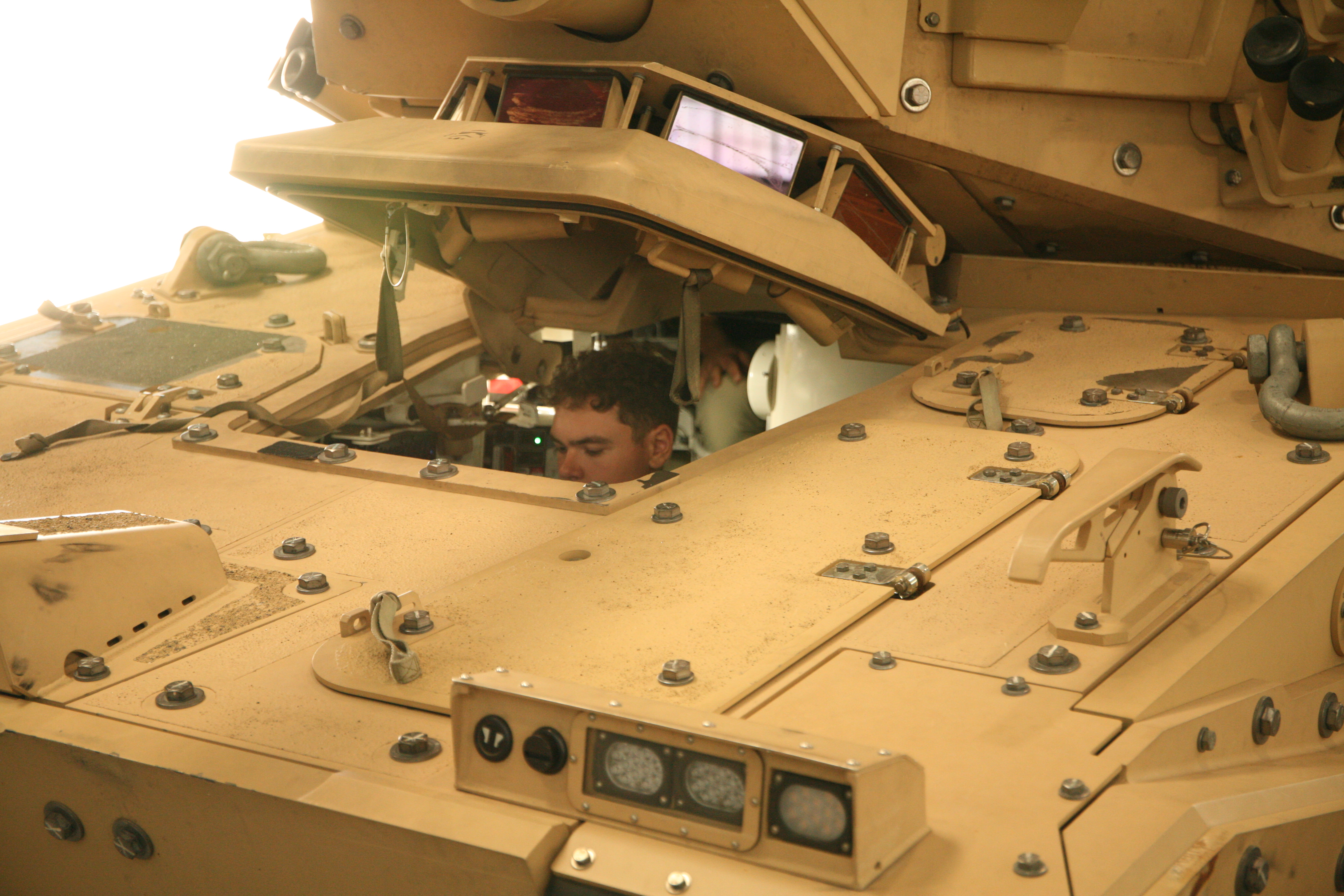
駕駛員艙口蓋

## 參考車輛

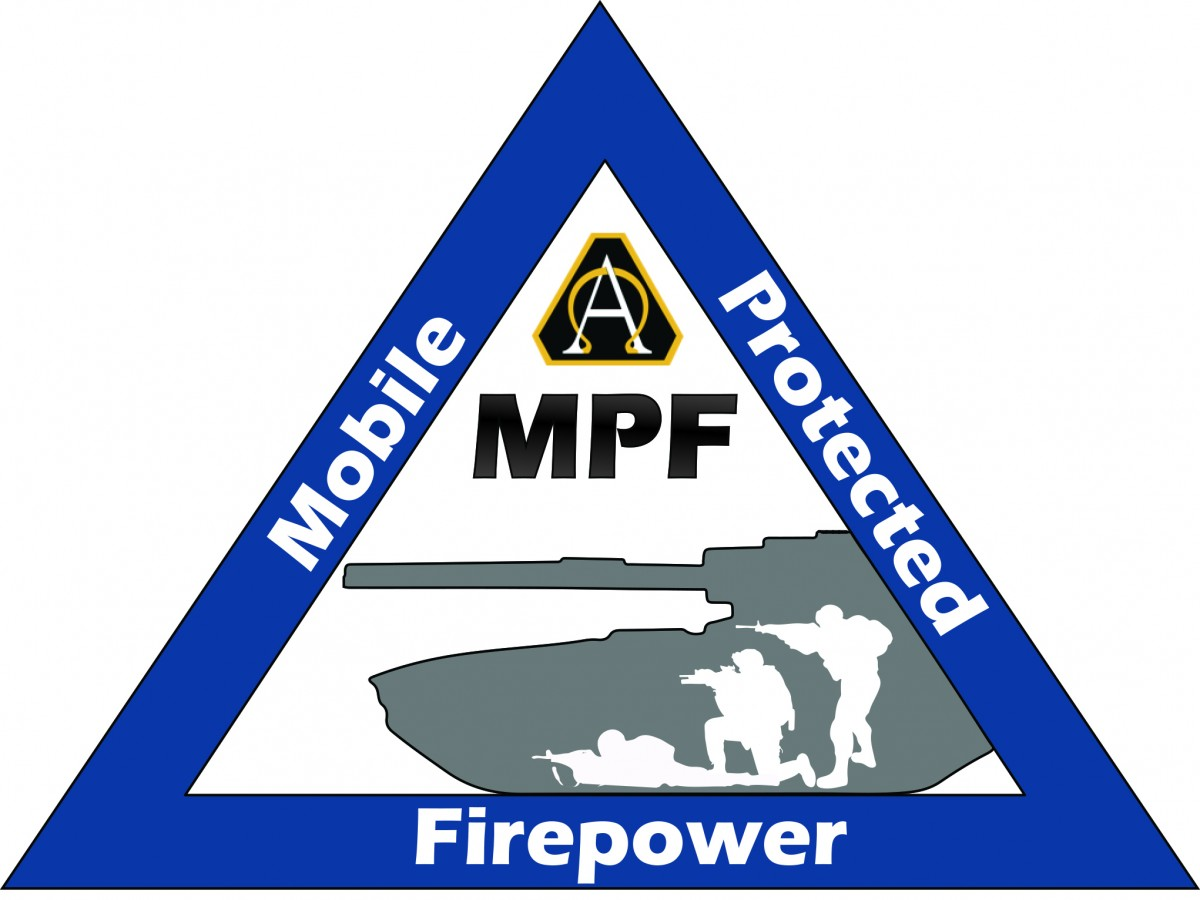
移動保護火力標識